# Теракт в Кашгаре (2008)
Террористический акт в Кашгаре произошёл 4 августа 2008 года, целью атаки стали китайские полицейские. Этот инцидент произошёл за четыре дня до Олимпиады в Пекине, боевики планировали сорвать этой атакой Игры.

## Ход атаки
Два уйгурских боевика совершили нападение на полицейских в городе Кашгаре. Около 8 часов утра, один из боевиков направил самосвал на группу сотрудников патрульной полиции, которые совершали утреннюю пробежку на улице. Атакующий затем вылез из грузовика и начал закидывать раненных сотрудников самодельными взрывчатыми устройствами. Одно из устройств сработало преждевременно и оторвало руку боевику. Другой уйгур бросил самодельное взрывное устройство в окно офиса полиции. Затем он вошёл в здание с ножом, но был захвачен сотрудниками полиции после ножевого боя. Оба преступника были взяты живыми, но с тяжёлыми травмами. Четырнадцать полицейских погибли на месте и двое умерли по дороге в больницу, а ещё 16 получили ранения. Боевиками оказались два мужчины: таксист Курбанджан Хемита (28 лет) и продавец из овощной лавки Абдурахман Азат (33 года). Они являются членами уйгурской этнической преступной группы и связаны с сепаратистами Восточного Туркестана.
Следователи полиции позже заявили, что у нападавших нашли тексты призывающие уйгуров к джихаду, огнестрельное оружие и взрывчатые вещества. Изъятые у боевиков взрывчатые устройства были очень похожи на взрывчатку сделанную боевиками Исламского движения Восточного Туркестана в тренировочном лагере. В январе 2007 года этот лагерь был уничтожен китайскими полицейскими. Оба террориста были казнены в апреле 2009 года.